# Chapelle des Pénitents de Frontignan
Pour les articles homonymes, voir Chapelle des Pénitents blancs.
La chapelle des Pénitents ou musée municipal de Frontignan est une chapelle du XVIIe siècle située sur la commune de Frontignan dans le département français de l'Hérault et la région Occitanie.

## Localisation
La chapelle est adossée au rempart de la ville, à proximité de l'église paroissiale Saint-Paul.

## Historique
La Confrérie de pénitents blancs de Frontignan a probablement été fondée en 1584, date qui figure sur la première page d'un registre conservé aux archives de la ville et qui couvre la période 1584-1649. Cette confrérie a été érigée sous le vocable du Saint-Esprit et sous l'invocation de la Sainte-Vierge. Elle a été agrégée à l'Archiconfrérie de Notre Dame de Gonfalon de Rome le 23 octobre 1602. Chaque lundi de Pâques étaient élus le prieur et le sous-prieur de la confrérie. En 1635 a été décidé de consacrer l'argent versé par les confrères à l'agrandissement de la chapelle.
La chapelle actuelle date du XVIIe siècle. Sur la clé de voute du portail figure l'année 1642. La visite pastorale de 1662 de Mgr Bosquet signale que le chœur et la nef sont boisés, que l'on trouve un autel en pierre, un tableau Descente de croix. Le chœur est séparé de la nef par un balustre. Au bas de la chapelle, il y a une tribune de bois avec trois rangs de sièges à dossier pour les confrères. Pendant la Révolution a été dressé un inventaire des biens. La chapelle a été vendue le 4 messidor an IV (1795) à Jean-Louis Bonfils notaire. Cette vente ayant été annulée, Henri Tudes, agriculteur de Frontignan, acquiert la chapelle le 2 complémentaire an IV. La confrérie a été reconstituée après la Révolution. Les noms des nouveaux membres apparaissent dès 1805. Ils se tenaient dans une tribune de bois au fond de l'église paroissiale. En 1831, les confrères ont pu récupérer leur chapelle. Le dernier membre de la confrérie est décédé en 1944. La chapelle appartenait à l'association paroissiale et a servi de cinéma paroissial, en 1959, avant d'être transformée en musée.

## Musée municipal de Frontignan
En 1974, nait le musée municipal, géré par l’association « les amis du musée et du vieux Frontignan », sous l'égide de Jean Valette (1934-2018) et des membres férus d’histoire locale. Il en devient responsable dans les années 80 et crée des salons d’artistes à vocation régionale. Près de 500 artistes viennent exposer durant 40 années, comme : Georges d’Acunto, Raymond Attanasio, Véronique Agostini, Dominique Lassalvy, Jean Arène, Gabriel Couderc, Adrien Seguin, Hervé Di Rosa, Pierre François…
En 2002, le musée municipal est labellisé Musée de France par le ministère de la culture, au titre de ses collections issues des recherches archéologiques sous marines. En février 2011, la municipalité de la ville fait l'acquisition du bâtiment pour un montant de 80 000 €. Durant l'année 2015, elle engage des travaux de rénovation d'un coût de 150 000 € pour préserver les collections présentes. Le musée est rouvert en 2016. En 2019, une exposition est dédiée à l'historien, collectionneur et ancien responsable des lieux, Jean Valette. Cette exposition complète les espaces dédiés aux objets issus des fouilles archéologiques sous-marines menées aux Aresquiers, la vigne et le vin, le salin et la tradition des joutes de l’histoire locale.

## Protection
La porte de la chapelle fait l’objet d’une inscription au titre des monuments historiques depuis le 8 mai 1939.

## Galerie

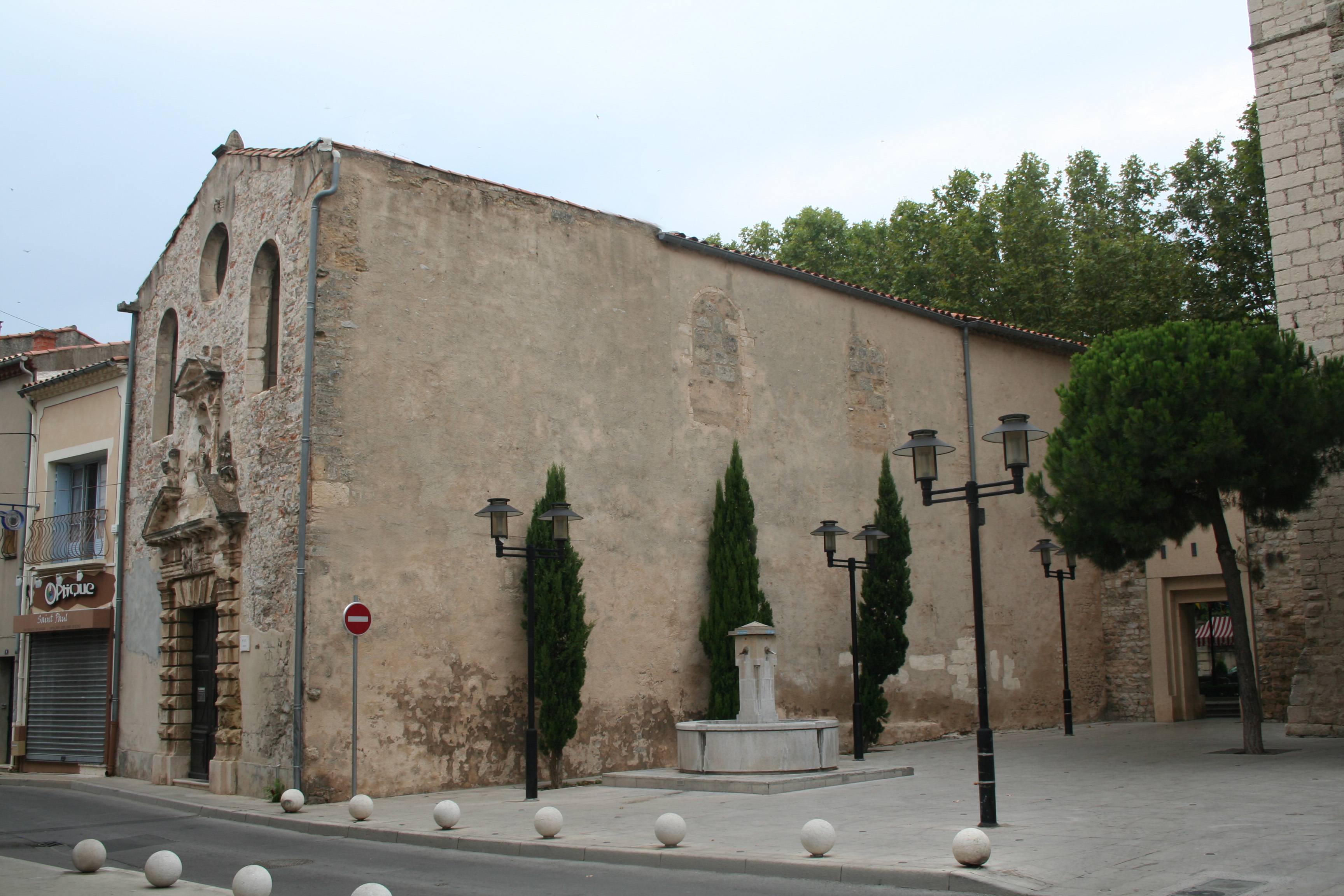
Vue générale.
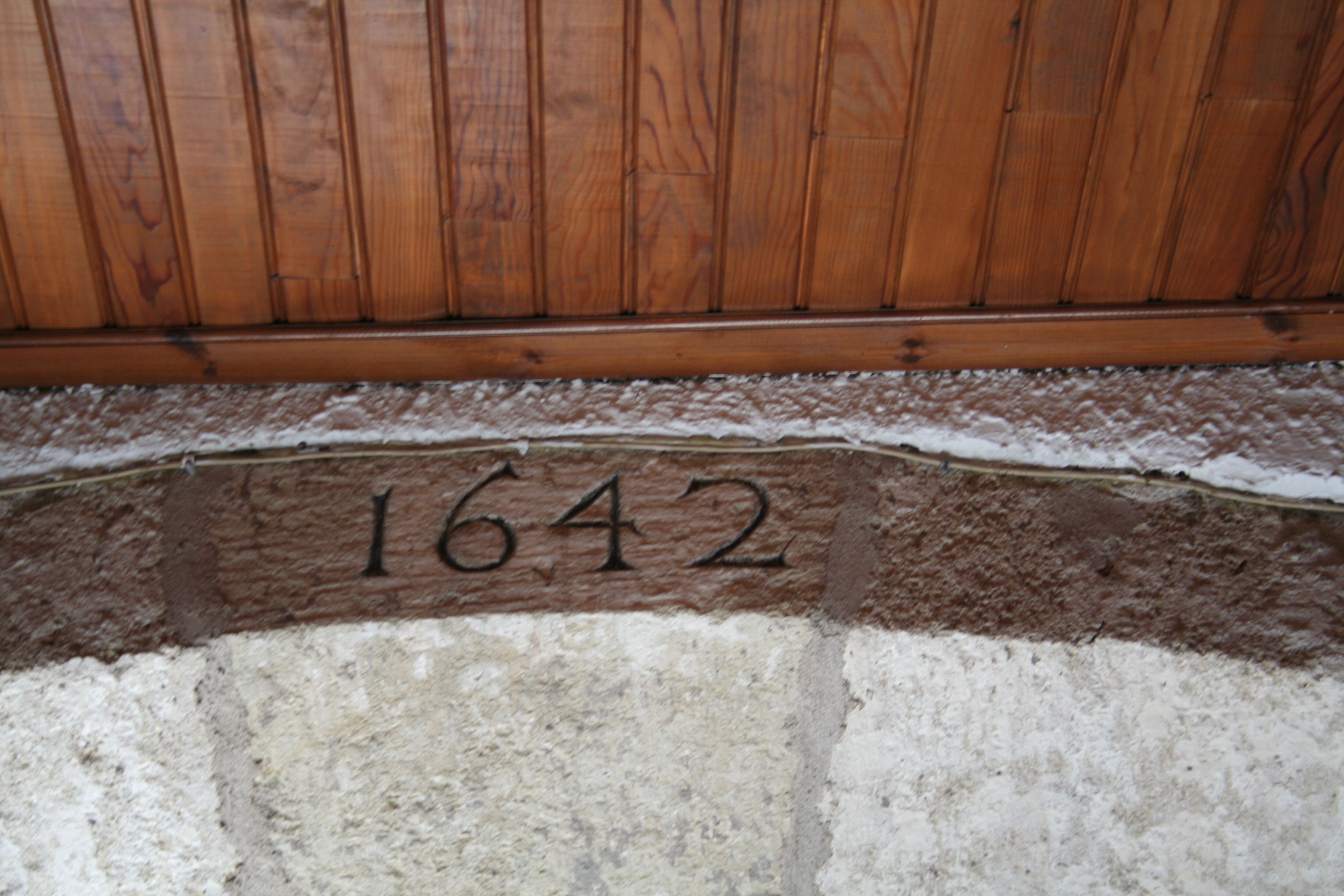
Date (1642) sur le portail de la chapelle des pénitents.
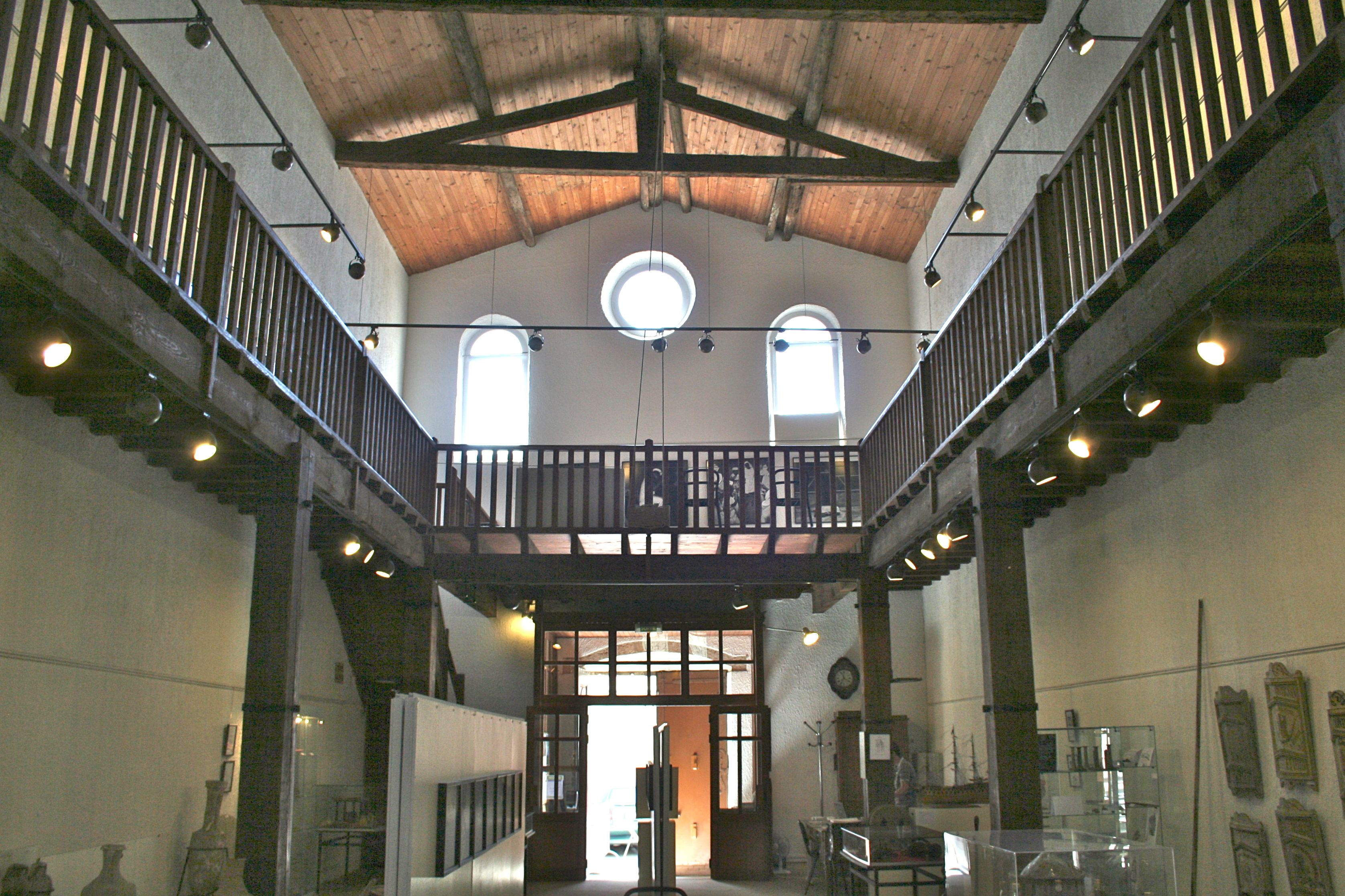
Tribune de la chapelle des pénitents.
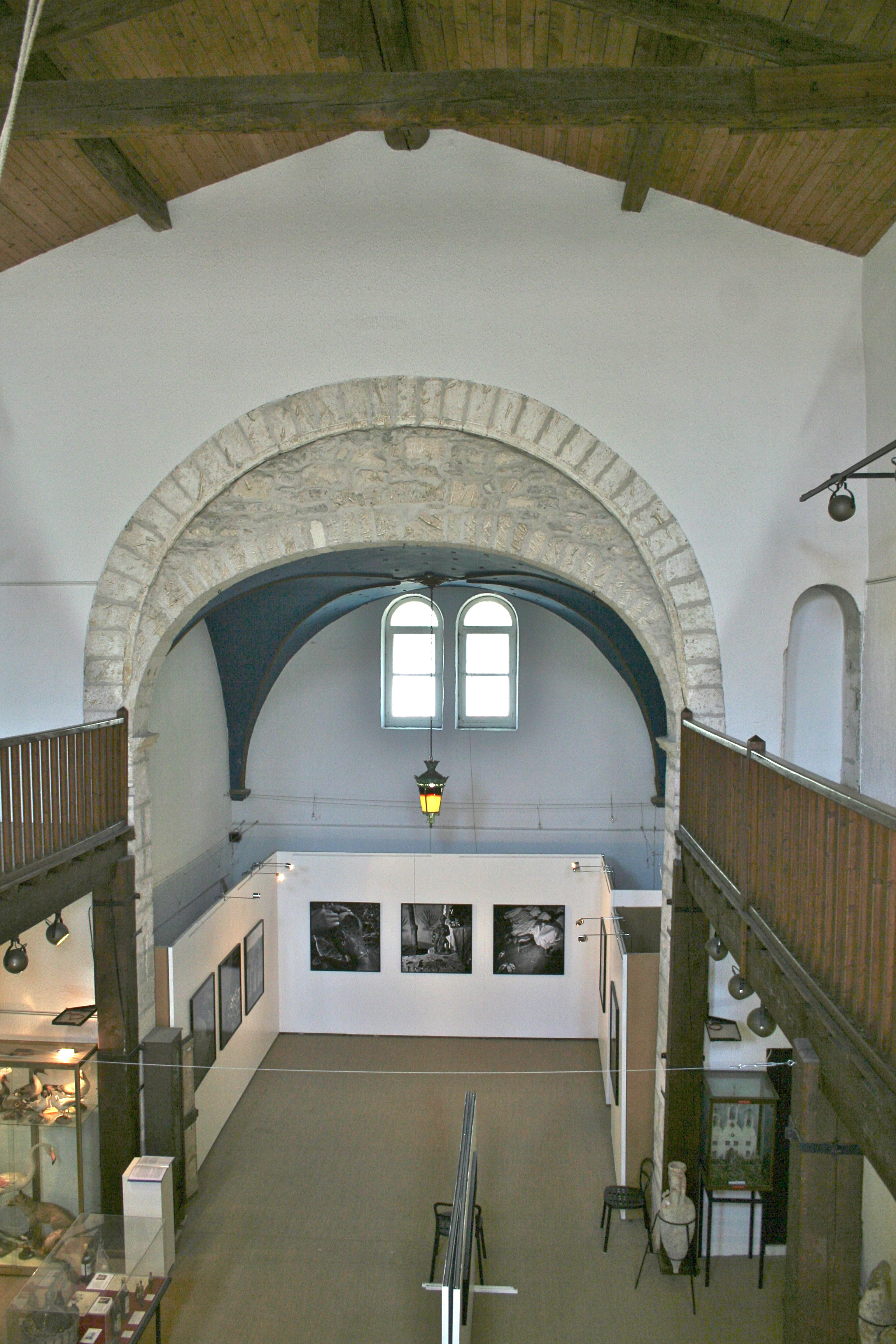
Chœur de la chapelle des pénitents.
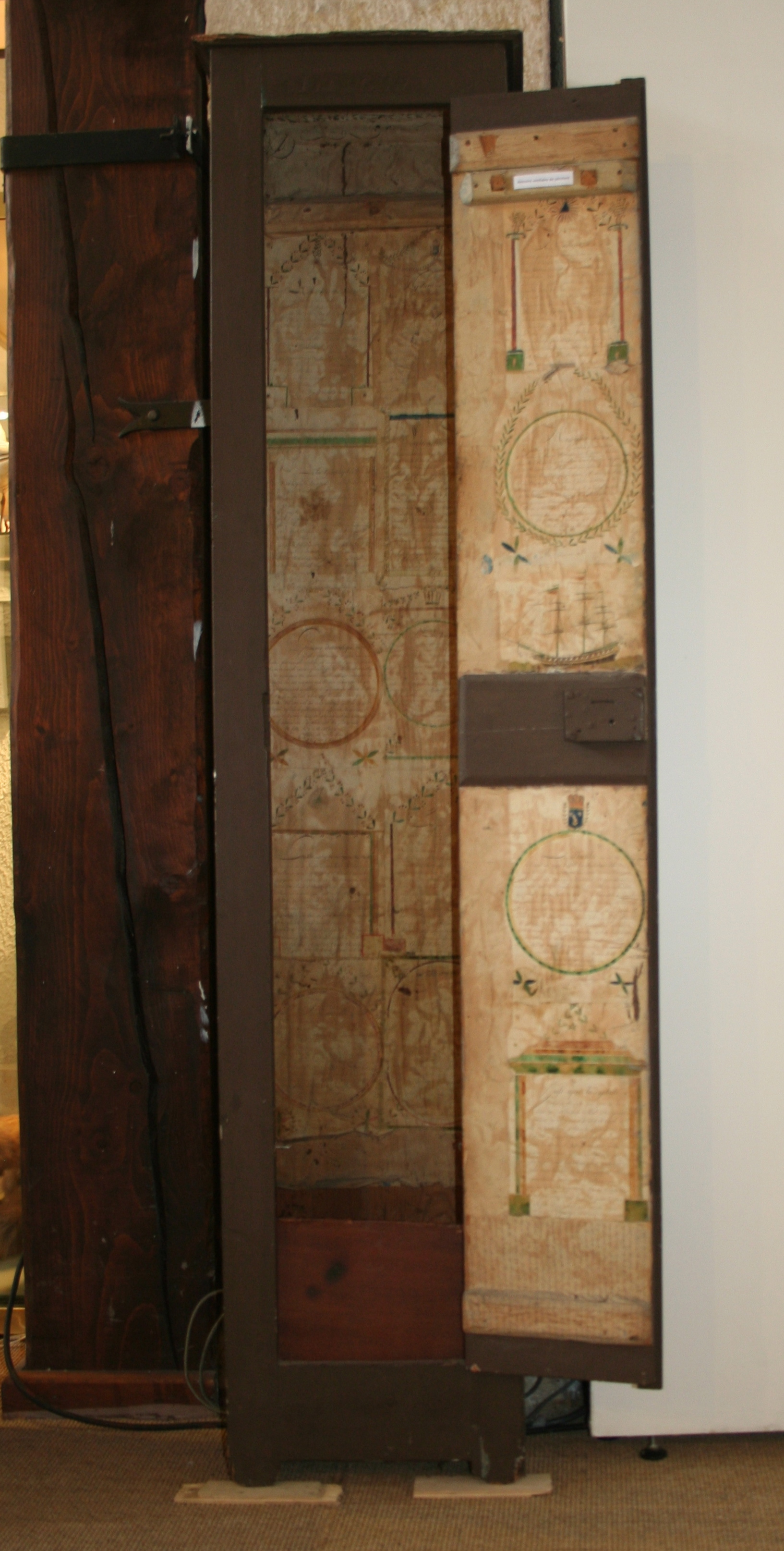
Armoire de pénitent.